# Hurricane Ridge
Hurricane Ridge är en bergstopp i Antarktis. Den ligger i Östantarktis. Nya Zeeland gör anspråk på området. Toppen på Hurricane Ridge är 1 025 meter över havet.
Terrängen runt Hurricane Ridge är bergig. Trakten är obefolkad. Det finns inga samhällen i närheten. 